# Lamatrix
Lamatrix est un rappeur et chanteur franco-congolais originaire des Yvelines.

## Biographie

### Origines et enfance
Lamatrix grandit dans les Yvelines, précisément à La Verrière, mais vit quelque temps aux Pays-Bas. Il est originaire du Congo-Kinshasa.
Pendant son enfance, Lamatrix rappe avec les textes de son grand frère, puis apprend à écrire lui-même lors de son passage de quatre mois en prison. Il fait notamment la rencontre de Da Uzi, qui l'inspire beaucoup.

### Débuts dans la musique
En 2015, il rencontre Ninho sur le tournage du clip de Temps plein.
Lamatrix partage des vidéos sur YouTube et notamment sur la chaîne de freestyles rap Daymolition, où il propose la série Vendetta dès décembre 2019. Celle-ci lui donne une certaine visibilité. Le troisième des quatre épisodes, qui sort le 29 février 2020, est particulièrement apprécié.
Le premier moment de gloire de Lamatrix remonte au 2 avril 2020 et son passage sur le Planète Rap de Da Uzi, où il interprète le morceau exclusif Mabé. Le public le découvre.
Il convertit ce succès fin octobre 2020 sur la mixtape Art de Rue, en featuring avec Uzi sur le titre En mouvement. « Créé par des passionnés du rap français qui ont décidé de mettre en avant les artistes expérimentés avec les jeunes vedettes de la scène actuelle, ce projet est un véritable carton », selon le site spécialisé rapunchline.
Ce n'est toutefois qu'en 2021 que LaMatrix - son pseudo d'alors - ne démarre une carrière dans la musique, signé chez RCA Records de Sony. Il y a d'abord les freestyles Business et Paramilitaire, puis le single Camé, et finalement Papiers en juillet, qui marque un renouveau. Pour Booska-P, ce morceau est « agressif dans ses couplets et à la fois mélodieux au refrain ».

### Rookie(2022)
Au mois de janvier 2022, Lamatrix partage Maestro en attendant la sortie de son premier projet.
Au mois de mars, il sort un EP de huit titres, intitulé Rookie et sur lequel il invite notamment Ninho pour le hit 11h. Le clip de ce morceau compte 1,4 million de vues sur YouTube en seulement cinq jours. Pour rapelite.com, il s'agit d' « une connexion au sommet basée sur un storytelling mi rappé, mi chanté, racontant avec sincérité leur passé commun dans la rue, et les rouages pour essayer de s’en sortir ».
En mai, Lamatrix est l'invité du Lamal Live Show de Générations.

### Serein(2024)
En 2024, il sort l'album Serein, sur lequel apparaissent Ninho, Leto, Naza et Genezio. Il le sort chez Digne Music, son propre label. Quatre morceaux sortent avant l'album, en tant qu'extraits. C'est le cas de VDM avec Leto, et de Mauvais profil avec Ninho, où « entre mélo et rap, les deux rappeurs sont en symbiose totale » pour Sony Music France.

## Style
La musique de Lamatrix est régulièrement comparée à celle de Ninho. Pour la radio LFM, celui qu'on surnomme LT apprécie le kickage, mais présente notamment l'album Serein comme ayant "de l'égotripstreet, de la mélodie, des textes beaucoup plus intimistes et de l'émotion". Il se place aussi dans la trap.

## Discographie

### Album
- 2024 : Serein

### EP
- 2022 : Rookie